# 羅伯特·W·霍利

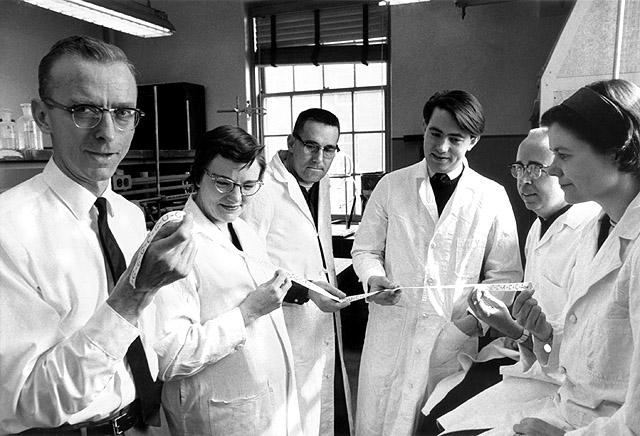
羅伯特·W·霍利（最左方）

羅伯特·威廉·霍利（英語：Dr Robert William Holley，1922年1月28日—1993年2月11日），美國生物化學家，出生於伊利諾州厄巴納。曾獲得1968年諾貝爾生理學或醫學獎，原因是闡明了連結丙氨酸與DNA的tRNA。共同獲獎人還有哈爾·葛賓·科拉納（Har Gobind Khorana）及馬歇爾·沃倫·尼倫伯格（Marshall Warren Nirenberg）。

## 外部連結
- Holley's Nobel Lecture （页面存档备份，存于）